# Liste der denkmalgeschützten Objekte in Stans (Tirol)
Die Liste der denkmalgeschützten Objekte in Stans enthält die 9 denkmalgeschützten, unbeweglichen Objekte der Gemeinde Stans.

## Denkmäler
| Foto |                 | Denkmal                                                                                               | Standort                                 | Beschreibung | Metadaten |
| ---- | --------------- | --- | ---------------------------------------- | --- | --- |
| ja   | Datei hochladen | Bildstock an der L 215 HERIS-ID: 86945 Objekt-ID: 101318 TKK: 15030                                   | bei Am Rain 274 Standort KG: Stans       | Der spätgotische Bildstock, der älteste in Stans, wurde um 1500 errichtet und 1988 von Heinrich Tilly restauriert und an neuem Standort aufgestellt. Über einem quadratischen Sockel mit zylinderartigen Ansätzen erhebt sich ein achteckiger Pfeiler mit ädikulaartigem Aufsatz mit drei kielbogenförmig abgeschlossenen, vertieften Feldern. Die Felder, ursprünglich mit kleinem Kruzifix geschmückt, erhielten 1988 Bilder von Fred Hochschwarzer, die um 2000 durch Mosaiken ersetzt wurden. | BDA-Hist.: Q37718054 Status: § 2a Stand der BDA-Liste: 2025-06-30 Name: Bildstock an der L 215 GstNr.: 434 |
| ja   | Datei hochladen | Bauernhaus Heuberg HERIS-ID: 61240 Objekt-ID: 73652 TKK: 18001                                        | Heuberg 178 Standort KG: Stans           | Der Einhof mit Mittelflurgrundriss stammt aus dem 17. Jahrhundert. | BDA-Hist.: Q38095022 Status: Bescheid Stand der BDA-Liste: 2025-06-30 Name: Bauernhaus Heuberg GstNr.: .101/1, 741/1 |
| ja   | Datei hochladen | Mesnerhaus HERIS-ID: 55919 Objekt-ID: 64828 TKK: 15018                                                | Oberdorf 85 Standort KG: Stans           | Der Einhof mit Mittelflurgrundriss stammt aus dem 16. und 18. Jahrhundert. Er diente als Widum und später als Mesnerhaus. | BDA-Hist.: Q38068782 Status: § 2a Stand der BDA-Liste: 2025-06-30 Name: Mesnerhaus GstNr.: 1281 |
| ja   | Datei hochladen | Bauernhaus Roßweidhof HERIS-ID: 61230 Objekt-ID: 73642 TKK: 19568                                     | Roßweide 179 Standort KG: Stans          | Der Einhof mit Mittelflurgrundriss stammt aus dem 17. Jahrhundert. | BDA-Hist.: Q38094969 Status: Bescheid Stand der BDA-Liste: 2025-06-30 Name: Bauernhaus Roßweidhof GstNr.: .102 |
| ja   | Datei hochladen | Anlage Benediktinerabtei St. Georgenberg-Fiecht HERIS-ID: 86894 Objekt-ID: 101230 TKK: 14980          | Sankt Georgenberg 181 Standort KG: Stans | → Hauptartikel : Abtei St. Georgenberg-Fiecht f1 | BDA-Hist.: Q64031909 Status: § 2a Stand der BDA-Liste: 2025-06-30 Name: Anlage Benediktinerabtei St. Georgenberg-Fiecht GstNr.: .106, .107, .108, .109, 761, 762, 763/1, 928, 908, 909, 905/3 Kloster St. Georgenberg (Tyrol) |
| ja   | Datei hochladen | Schloss Tratzberg HERIS-ID: 40266 Objekt-ID: 40174 TKK: 15024                                         | Tratzberg 1 Standort KG: Stans           | → Hauptartikel : Schloss Tratzberg f1 | BDA-Hist.: Q875756 Status: Bescheid Stand der BDA-Liste: 2025-06-30 Name: Schloss Tratzberg GstNr.: .119, 774/1, 774/2, 794, 795, 796, 797, 798, 799 Schloss Tratzberg                                                        |
| ja   | Datei hochladen | Kath. Pfarrkirche Herz-Jesu und Friedhof HERIS-ID: 55920 Objekt-ID: 64830 TKK: 15027, 115724          | Oberdorf 95, neben Standort KG: Stans    | 1884 bis 1895 durch Peter Huter erbaute neugotische Kirche mit polygonalem Chorschluss, Kreuzrippengewölbe, Nordturm mit Spitzhelm. | BDA-Hist.: Q38068791 Status: § 2a Stand der BDA-Liste: 2025-06-30 Name: Kath. Pfarrkirche Herz-Jesu und Friedhof GstNr.: 1317 Pfarrkirche Herz-Jesu (Stans, Tyrol)                                                            |
| ja   | Datei hochladen | Kath. Pfarrkirche hll. Laurentius und Ulrich und Kirchhof HERIS-ID: 55921 Objekt-ID: 64832 TKK: 15026 | Oberdorf 86, neben Standort KG: Stans    | Eine Kirche wurde 1337 urkundlich genannt. Der gotische Kirchenbau wurde um 1505/1510 erbaut. Die 1816 als Kuratiekirche benannte Kirche wurde 1891 zur Pfarrkirche erhoben. Die Kirche wurde 1896 entweiht und deren Ausstattung beraubt. | BDA-Hist.: Q23841750 Status: § 2a Stand der BDA-Liste: 2025-06-30 Name: Kath. Pfarrkirche hll. Laurentius und Ulrich und Kirchhof GstNr.: 1278 Sankt Laurentius und Ulrich (Stans, Tyrol)                                     |
| ja   | Datei hochladen | Wallfahrtskapelle Maria Tax HERIS-ID: 86899 Objekt-ID: 101235 TKK: 15025                              | Standort KG: Stans                       | Die Wallfahrtskapelle Maria Tax wurde 1667 errichtet. Sie ist mit einer Einsiedelei verbundenen. Die Kapelle ist ein architektonisch schlichter Bau auf langrechteckigem Grundriss, mit einfacher Fassadengestaltung, einem Dachreiter und geradem Chorschluss. Die szenischen Darstellungen auf der Stichkappentonne stammen von Christoph Anton Mayr. 2007 wurde der lange deponierte Altar des Alpbacher Altarbauers Bartlmä Bletzacher aus der Zeit um 1760 restauriert und wieder aufgestellt. 2010 wurde der Dachstuhl in traditioneller Zimmermannstechnik erneuert und mit geklobenen Lärchenschindeln gedeckt. | BDA-Hist.: Q37717670 Status: § 2a Stand der BDA-Liste: 2025-06-30 Name: Wallfahrtskapelle Maria Tax GstNr.: .96 Maria Tax |